# Bruno Renard (generaal)

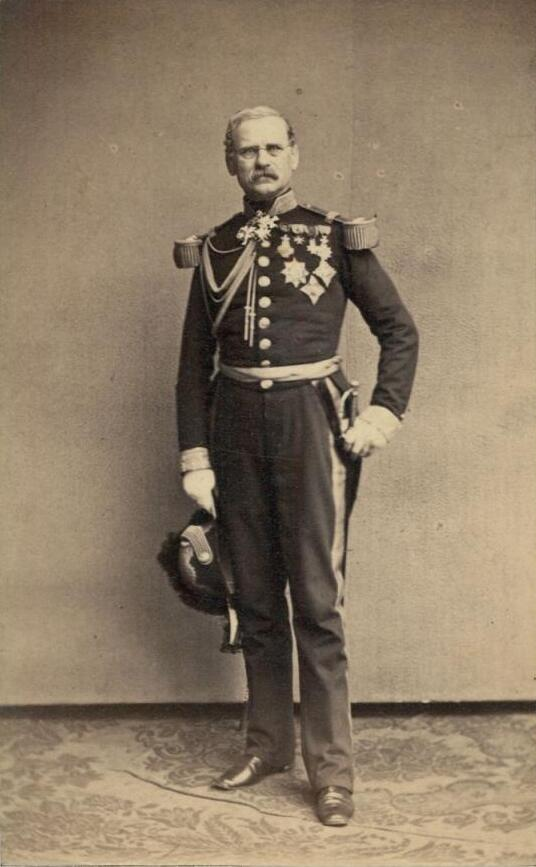
Bruno Renard

Bruno Renard (Doornik, 15 april 1804 – Brussel, 3 juli 1879) was een Belgisch militair en minister van Oorlog. Hij was de zoon van de gelijknamige Doornikse architect Bruno Renard (1781-1861).
Renard was luitenant-generaal der infanterie.
Hij was lid van het Grootoosten van België en voormalig grootmeester van de Opperraad van de Aloude en Aangenomen Schotse Ritus van België.

## Loopbaan
- 1854 - 1863 : stafchef van het leger
- 1863 - 1866 : commandant van de 2de Territoriale Divisie
- 1866 : commandant van de 4de Territoriale Divisie
- 1868 - 1870 : minister van Oorlog
- 1870 : stafchef van het leger
- 1870 - 1878 : inspecteur-generaal van de Burgerwacht
- 1878 - 1879 : minister van Oorlog

- Bibsys: 98075491
- Bibliothèque nationale de France: cb12313793n (data)
- Gemeinsame Normdatei: 101881657
- International Standard Name Identifier: 0000 0000 3932 4812
- Library of Congress Control Number: n86839341
- Nederlandse Thesaurus van Auteursnamen: 07304413X
- Système universitaire de documentation: 069392765
- Virtual International Authority File: 68997004
- WorldCat: E39PBJc3H3WCdGqB38hvbpyjmd